# Estrelitziàcies

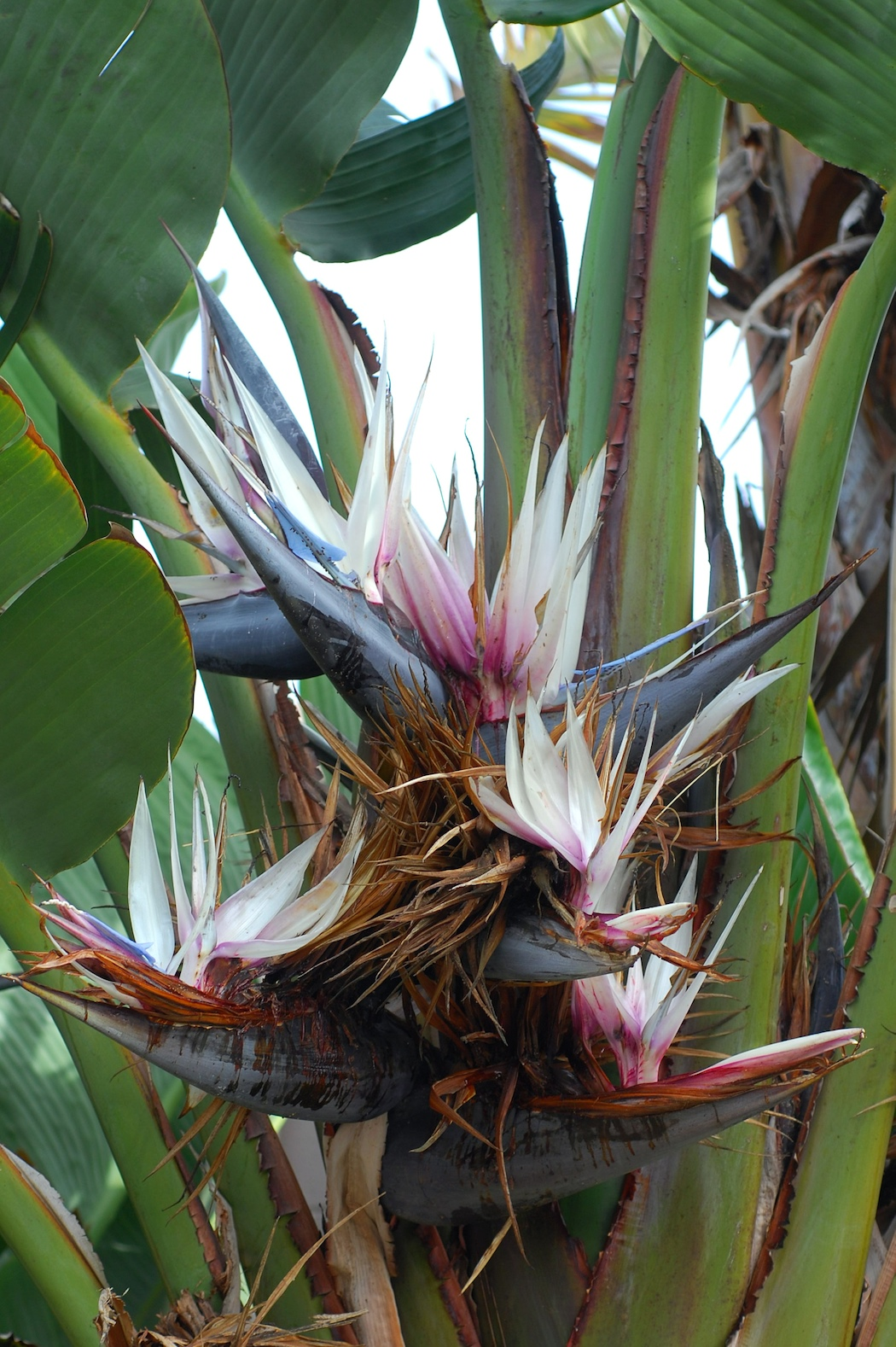
Inflorescència d'una Strelitzia nicolai

Les estrelitziàcies (Strelitziaceae) són una família de plantes angiospermes de l'ordre de les zingiberals (Zingiberales), dins del clade de les commelínides, un subclade de les monocotiledònies.
Conté una dotzena d'espècies, agrupades en tres gèneres. Inclou espècies natives de les zones tropicals d'America del Sud, el sud d'Àfrica i Madagascar. S'hi poden citar l'estrelítzia (Strelitzia reginae) originària de Sud-àfrica i l'arbre del viatger (Ravenala madagascariensis) endèmic de Madagascar, ambdues espècies són utilitzades com a plantes ornamentals.

## Descripció
Són plantes herbàcies, habitualment amb un rizoma de creixement simpòdic, i amb una tija llenyosa, algunes espècies són tant grans que semblen arbres. Les fulles són grans, enteres, alternes, amb la nervadura transversa, tenen una beina, pecíol, que pot mancar en alguns casos, i una disposició dística, en dues fileres verticals oposades. Les flors s'agrupen en inflorescències terminals o laterals en tirs amb bràctees acolorides. Les flors són hermafrodites, zigomorfes, el periant és heteroclamidi (amb el calze i la corol·la clarament diferenciats), tenen una bràctea característica en forma de casc de vaixell, tres sèpals lliures i dos pètals fusionats. L'androceu és format per 5 o 6 estams amb dues teques. Al gineceu hi ha tres carpels, l'ovari és ínfer, trilocular, amb nectaris septals i la placentació axil·lar. El fruit és una càpsula llenyosa trilocular, amb dehiscència loculicida i amb llavors embolcallades per un aril de color viu.

## Taxonomia
Aquesta família va ser publicada per primer cop l'any 1934 [al segon volum de] a l'obra Families of Flowering Plants pel botànic anglès John Hutchinson (1884-1972).

### Gèneres
Dins d'aquesta família es reconeixen els tres gèneres següents:
- Phenakospermum Endl.
- Ravenala Adans.
- Strelitzia Banks

### Història taxonòmica
Els tres gèneres de la família de les estrelitziàcies havien estat considerats una tribu dins les musàcies, fins que l'any 1934 Hutchinson els va emplaçar en una nova família, on també hi havia el gènere Heliconia, que l'any 1941 seria separat per Takenoshin Nakai per tal de formar una família diferent. Des de llavors no ha hagut canvis en la circumscripció de la família, que ha estat confirmada per les anàlisis filogenètiques modernes.